# René Savoie
Pour les articles homonymes, voir Savoie (homonymie).
René Savoie, né le 9 février 1896 à Neuchâtel et mort le 29 avril 1961 dans la même ville, est un joueur suisse de hockey sur glace.

## Carrière
René Savoie fait partie de l'équipe fondatrice du HC Château-d'Œx. Le club participe au championnat de Suisse l'année suivante et est vainqueur du championnat international en 1922 et 1924.
René Savoie fait partie de l'équipe de Suisse aux Jeux olympiques de 1920 à Anvers,, et aux Jeux olympiques de 1924 à Chamonix,. Il est présent également aux championnats d'Europe en 1922.